# Jacques Bouillault
Jacques Bouillault, né le 23 février 1924 à La Flèche et décédé le 14 avril 2009 au Mans, était un naturaliste français, fondateur du zoo de La Flèche, qu'il a dirigé jusqu'en 1988. Il est l'auteur de plusieurs articles et ouvrages et a réalisé des courts-métrages documentaires au cours de ses nombreux voyages en Afrique, Asie ou Amérique latine.

## Biographie
Jacques Bouillault naît le 23 février 1924 à La Flèche, dans une petite maison à proximité du Prytanée. Élevé par ses grands-parents, il se passionne très tôt pour les animaux et la taxidermie. Quand la Seconde Guerre mondiale éclate, Jacques Bouillault entame des études forestières coloniales par correspondance. Il gagne la zone libre en 1942 pour échapper aux réquisitions allemandes de travailleurs. Il se réfugie à Saint-Rémy-de-Provence où il est accueilli dans la maison du peintre cubiste Albert Gleizes.
De retour à La Flèche au printemps 1943, Jacques Bouillault est employé comme bûcheron en forêt de Perseigne, puis de Bercé, avant de devenir chef de chantier à Saint-Jean-du-Bois. Parallèlement à ces activités, il obtient son diplôme de fin d'études et la direction du Prytanée national militaire de La Flèche lui confie la restauration et la classification des collections d'histoire naturelle de l'établissement en 1944.
Il fait la rencontre de la marquise Hélène Rola de Rozycki, dont il épouse la fille Édith en avril 1946, puis s'installe dans le domaine familial sur la colline du Tertre Rouge au sud-est de la ville de La Flèche. Jacques Bouillault se fait inscrire au registre des métiers comme naturaliste-taxidermiste et aménage le pavillon forestier du domaine où il installe ses collections naturalistes. Il s'entoure d'animaux de plus en plus nombreux et reçoit peu à peu des visiteurs, c'est ainsi qu'il fonde le Parc Zoologique du Tertre Rouge en 1946, premier zoo privé français d'après-guerre.
En juillet 1947, il réalise sa première exposition d'animaux naturalisés à la foire-exposition de La Flèche, au cours de laquelle la salle des fêtes du château des Carmes lui est réservée. Il participe ainsi à plusieurs expositions comme à Saint-Brieuc ou à Brest, où près de 200 000 visiteurs se rendent à son stand en mai 1953. Parallèlement, Jacques Bouillault officie comme de mission pour le Muséum national d'histoire naturelle. Il entame sa collaboration avec Jean-Claude Filloux, professeur de philosophie au Prytanée, avec lequel il rédige plusieurs articles pour des revues scientifiques. Son premier ouvrage, L'ami des aigles, paraît en 1956.
En 1963, Jacques Bouillault entreprend son premier voyage pour l'Afrique et se rend au Congo, puis en République Centrafricaine. Dès lors, il se rend chaque année en voyage d'études à travers le monde (Amazonie, Galápagos, Inde, Sri Lanka, Madagascar, Patagonie, Afrique du Nord, Mer Rouge, Aldabra), voyages au cours desquels il réalise plusieurs films documentaires. Il retourne très souvent auprès des Massaï, qui le surnomment simba. Il publie son second livre, Mes amis du Tertre-Rouge, en 1971. En 1972, Jacques Bouillault reçoit la médaille vermeille de l'Étoile civique, il est élevé dans le même temps au rang de chevalier de l'ordre national du Mérite.
Au début des années 1980, le parc zoologique du Tertre Rouge connaît des difficultés financières. Jacques Bouillault est contraint de déposer le bilan en février 1988. Le parc est alors racheté par Raymond Da Cunha, assureur à La Flèche, qui le rebaptise  « Zoo de La Flèche ». Bouillault demeure salarié de la nouvelle structure pendant quatre ans, avant de remettre sa démission. Il réalise par la suite une exposition sur le peuple Massaï pour le Safari de Port-Saint-Père.
En 2003, Jacques Bouillault reçoit la légion d'honneur des mains de François Fillon. Il meurt au Mans le 14 avril 2009,.

#### Œuvres de Jacques Bouillault
- L'Ami des aigles, avec Jean-Claude Filloux, Julliard, Paris, 1956.
- Mes amis du Tertre rouge, préface de Jean Richard, éditions Sun, Paris, 1971.
- Les Aventures de Simba, préface de Pierre Pfeffer, Muséum national d'histoire naturelle - Edilivre, Paris, 2008.

#### Sur Jacques Bouillault
- Emmanuel Mouton, Jacques Bouillault, une vie de naturaliste, Château-Gontier, Cheminements, coll. « Gens d'ici », 2003, 142 p. (ISBN 2-84478-211-6, lire en ligne)

### Jacques Bouillault, une vie de naturalisteEmmanuel Mouton
- Emmanuel Mouton, Jacques Bouillault, une vie de naturaliste, Château-Gontier, Cheminements, coll. « Gens d'ici », 2003, 142 p. (ISBN 2-84478-211-6, lire en ligne)

1. ↑  p. 13-15.
2. ↑  p. 26-28.
3. ↑  p. 31-34.
4. ↑  p. 38.
5. ↑  p. 45.
6. ↑  p. 47.
7. ↑  p. 52.
8. ↑  p. 56.
9. ↑  p. 64.
10. ↑  p. 80.
11. ↑  p. 93.
12. ↑  p. 100.
13. ↑  p. 129-131.
14. ↑  p. 135.

### Autres références
1. ↑  Daniel Potron, Le XXe siècle à La Flèche : Seconde période : 1944-2001, La Flèche, Daniel Potron, 2010, 544 p. (ISBN 978-2-9507738-4-5 et 2-9507738-4-2), p. 132-133
2. ↑  « Décret du 12 juillet 2002 portant promotion et nomination », sur le site du Gouvernement français (consulté le 5 mai 2013).
3. ↑  État civil sur le fichier des personnes décédées en France depuis 1970
4. ↑  (fr) La Flèche : Jacques Bouillault, fondateur du zoo est décédé ouest-france.fr, 15 avril 2009